# Eormenric
Eormenric, Iurmenric, Æþelberht (żył w VI wieku) – król Kentu od 522 do 560 roku.

## Życiorys
Był synem i następcą Octy, po którego śmierci w 522 roku objął władzę. Co do końca jego rządów, źródła podają nieprecyzyjne informacje: według Bedy Czcigodnego panował do końca życia, czyli do 560 roku, pozostawiając tron swojemu synowi Ethelbertowi I. Jednakże zapisy Grzegorza z Tours, kronikarza frankijskiego z VI wieku, wspominają o małżeństwie Ethelberta I i Berty, merowińskiej księżniczki, córki króla Chariberta, które miało zostać zawarte zanim Ethelbert zasiadł na tronie. Berta urodziła się po 561 roku, a słowa kronikarza sugerują, że Eormenric panował jeszcze w 589 roku.
Nosił imię rzadko spotykane w anglosaskich źródłach, popularne za to wśród frankijskiej arystokracji. Ta obserwacja skłania badaczy, że nadanie imienia Eormenric może być dowodem na kontakty między władcami Kentu a Merowingami.